# Ceratophygadeuon impostor
Ceratophygadeuon impostor là một loài tò vò trong họ Ichneumonidae.